# أغلايا بيكارية
أغلايا بيكارية (الاسم العلمي:Aglaia beccarii) هي نوع من النباتات يتبع جنس الأغلايا من الفصيلة الأزدرختية.
سمي هذا النوع نسبةً إلى عالم النبات إيطاليا أدواردو بيكاري.